# ديفيد باتلر (لاعب كرة قدم)
ديفيد باتلر (بالإنجليزية: David Butler)‏ (30 مارس 1953 بويست بروميتش في المملكة المتحدة - ) هو لاعب كرة قدم بريطاني في مركز الهجوم. لعب مع شروزبري تاون ووست بروميتش ألبيون وبورتلاند تيمبرز وبيتسبرغ سبيريت ‏ وبالتيمور بلاست ‏ ونادي ووركينغتون وكنساس سيتي كومتس ‏ وPhiladelphia Fever (MISL) ‏ وسياتل ساوندرز.